# Episodi de I Griffin (terza stagione)
La terza stagione della serie animata I Griffin, composta da 22 episodi, fu trasmessa negli Stati Uniti su Fox dall'11 luglio 2001 al 14 febbraio 2002, fatta eccezione per l'ultimo episodio che venne trasmesso su Adult Swim il 9 novembre 2003 dopo essere stato incluso nell'edizione DVD. La versione italiana fu trasmessa su Fox dal 27 settembre al 22 novembre 2005, ad eccezione di quattro episodi trasmessi su Italia 1 dal 27 luglio 2005 al 17 ottobre 2006.
Inizialmente la Fox decise che la terza stagione sarebbe stata l'ultima della serie ma nel 2005 l’emittente televisiva la fece ritornare con la quarta stagione.
| nº | Titolo originale                             | Titolo italiano                                 | Prima TV USA                 | Prima TV Italia   |
| -- | -------------------------------------------- | ----------------------------------------------- | ---------------------------- | ----------------- |
| 1  | The Thin White Line                          | La sottile striscia bianca                      | 11 luglio 2001               | 27 settembre 2005 |
| 2  | Brian Does Hollywood                         | Hollywood a luci rosse                          | 18 luglio 2001               | 1º ottobre 2005   |
| 3  | Mr. Griffin Goes to Washington               | Il presidente                                   | 25 luglio 2001               | 27 luglio 2005    |
| 4  | One If by Clam, Two If by Sea                | My fair Eliza                                   | 1º agosto 2001               | 3 luglio 2006     |
| 5  | And the Wiener Is...                         | Pene d'amor perduto                             | 8 agosto 2001                | 4 luglio 2006     |
| 6  | Death Lives                                  | La morte cerca moglie                           | 15 agosto 2001               | 28 luglio 2005    |
| 7  | Lethal Weapons                               | Arma letale                                     | 22 agosto 2001               | 5 luglio 2006     |
| 8  | The Kiss Seen Around the World               | Baciami stupido                                 | 29 agosto 2001               | 29 luglio 2005    |
| 9  | Mr. Saturday Knight                          | Il cavaliere nero                               | 5 settembre 2001             | 26 giugno 2006    |
| 10 | A Fish Out of Water                          | Il mostro della baia                            | 19 settembre 2001            | 27 giugno 2006    |
| 11 | Emission Impossible                          | Emissione impossibile                           | 8 novembre 2001              | 28 giugno 2006    |
| 12 | To Love and Die in Dixie                     | Laggiù nel profondo Sud                         | 15 novembre 2001             | 29 giugno 2006    |
| 13 | Screwed the Pooch                            | Non svegliare il can che dorme                  | 29 novembre 2001             | 1º novembre 2005  |
| 14 | Peter Griffin: Husband, Father... Brother?   | Gli antenati                                    | 6 dicembre 2001              | 2 novembre 2005   |
| 15 | Ready, Willing, and Disabled                 | Olimpiadi e dintorni                            | 20 dicembre 2001             | 4 novembre 2005   |
| 16 | A Very Special Family Guy Freakin' Christmas | Buon Natale, Griffin!                           | 21 dicembre 2001             | 8 novembre 2005   |
| 17 | Brian Wallows and Peter's Swallows           | Un nido d'amore                                 | 17 gennaio 2002              | 10 novembre 2005  |
| 18 | From Method to Madness                       | La follia del teatro                            | 24 gennaio 2002              | 14 novembre 2005  |
| 19 | Stuck Together, Torn Apart                   | Superincollati                                  | 31 gennaio 2002              | 16 novembre 2005  |
| 20 | Road to Europe                               | Viaggio in Europa                               | 7 febbraio 2002              | 18 novembre 2005  |
| 21 | Family Guy Viewer Mail #1                    | Il disossato / Supergriffin / I piccoli Griffin | 14 febbraio 2002             | 22 novembre 2005  |
| 22 | When You Wish Upon a Weinstein               | Come non pagare le tasse                        | 9 novembre 2003 (Adult Swim) | 17 ottobre 2006   |

## La sottile striscia bianca
- Sceneggiatura: Steve Callaghan
- Regia: Glen Hill
- Messa in onda originale: 11 luglio 2001
- Messa in onda italiana: 27 settembre 2005

In cerca di emozioni Brian decide di diventare un cane poliziotto. Addestrandosi a riconoscere la cocaina a fiuto, però, ne diventa dipendente e viene mandato in riabilitazione. Dopo qualche tempo decide però di abbandonare sia la clinica che la famiglia Griffin, e di trasferirsi altrove (Stewie gli sputerà sul muso durante il commiato). Il titolo è una parodia del noto film di guerra La sottile linea rossa.
- Guest star: Leif Garrett, June Foray, Haley Joel Osment.
- Errore: è presente un errore di traduzione nella versione italiana in cui Meg si complimenta con Brian per il suo olfatto, ma dice udito.

## Hollywood a luci rosse
- Sceneggiatura: Gary Janetti
- Regia: Gavin Dell
- Messa in onda originale: 18 luglio 2001
- Messa in onda italiana: 1º ottobre 2005

Prosieguo dell'episodio precedente. Dopo la riabilitazione Brian va a Los Angeles dove diventa, più o meno inconsapevolmente, un regista di film pornografici di buon successo.
- Guest star: Jenna Jameson, Ron Jeremy e Ray Liotta.

## Il presidente
- Sceneggiatura: Ricky Blitt
- Regia: Ben Hogan
- Messa in onda originale: 25 luglio 2001
- Messa in onda italiana: 27 luglio 2005

La fabbrica di giocattoli in cui lavora Peter viene acquistata da una compagnia che produce sigarette che comincia a produrre giochi che incoraggiano i bambini a fumare: egli si lamenta di questa novità ma viene, a sorpresa, nominato presidente della società. Poco dopo il Congresso si appresta a votare una legge anti-fumo: Peter si reca a Washington per convincere alcuni politici ad impedirlo e sembra riuscirci, ma quando vede Stewie fumare cambia idea.
- Guest star: Alyssa Milano, Martha Stewart.

## My fair Eliza
- Sceneggiatura: Jim Bernstein e Michael Shipley
- Regia: Dan Povenmire
- Messa in onda originale: 1º agosto 2001
- Messa in onda italiana: 3 luglio 2006

L'Ostrica ubriaca (il pub di Quahog frequentato da Peter e amici) viene acquistato da un inglese e trasformato in un "British pub". Stewie cerca di insegnare il dialetto americano ad una bambina che parla in dialetto inglese stretto (ricalcando la storia di Pygmalion, opera teatrale di George Bernard Shaw): ella è la figlia dell'inglese di Nigel, il nuovo vicino di casa dei Griffin che, invaghitosi di Lois, incendia il locale per far ricadere la colpa su Peter. Una volta scoperto verrà condannato a morte per impiccagione.
- Guest star: Hugh Laurie, Ed Asner.

## Pene d'amor perduto
- Sceneggiatura: Mike Barker e Matt Weitzman
- Regia: Bert Ring
- Messa in onda originale: 8 agosto 2001
- Messa in onda italiana: 4 luglio 2006

Peter è molto frustrato per il fatto che Chris ha il pene molto più grande del suo. Nel frattempo Meg cerca di diventare una cheerleader per fare colpo su alcuni ragazzi popolari.
- Guest star: Patrick Duffy.

## La morte cerca moglie
- Sceneggiatura: Mike Henry
- Regia: Rob Renzetti
- Messa in onda originale: 15 agosto 2001
- Messa in onda italiana: 28 luglio 2005

Peter per l'anniversario con Lois le organizza una caccia al tesoro per poter andare giocare a golf durante la ricerca. Giocando a golf va incontro ad un'esperienza di premorte in cui gli compare la morte e gli chiede di insegnargli a conquistare una donna.
- Guest star: Adam Carolla, Laura Silverman, Peter Frampton e Estelle Harris.

## Arma letale
- Sceneggiatura: Chris Sheridan
- Regia: Brian Hogan
- Messa in onda originale: 22 agosto 2001
- Messa in onda italiana: 5 Luglio 2006

Lois prende lezioni di arti marziali e la sua violenza turba l'equilibrio familiare.
- Guest star: Michael Chiklis, Peter Gallagher.

## Baciami stupido
- Sceneggiatura: Mark Hentemann
- Regia: Glen Hill
- Messa in onda originale: 29 agosto 2001
- Messa in onda italiana: 29 luglio 2005

Meg si innamora di Tom Tucker e riesce a diventare sua assistente ma una spettacolare vicenda le farà cambiare idea sull'antipatico giornalista; a Stewie viene regalato un triciclo ma deve vedersela con un grasso bullo che vuole rubarglielo.
- Guest star: Hugh Downs, Ralph Garman e Abe Vigoda.

## Il cavaliere nero
- Sceneggiatura: Steve Callaghan
- Regia: Michael Dante DiMartino
- Messa in onda originale: 5 settembre 2001
- Messa in onda italiana: 26 giugno 2006

Durante una cena a casa Griffin, Mr. Weed, il capo di Peter, muore strozzandosi con una tartina. Ora che Peter è disoccupato, decide di diventare un cavaliere di un torneo rinascimentale.
- Guest star: Will Ferrell, R. Lee Ermey, Adam Carolla e Jimmy Kimmel.

## Il mostro della baia
- Sceneggiatura: Alex Borstein e Mike Henry
- Regia: Bert Ring
- Messa in onda originale: 19 settembre 2001
- Messa in onda italiana: 27 Giugno 2006

Dopo due settimane di disoccupazione Peter decide di iniziare una carriera da pescatore ma i suoi nuovi colleghi non lo prendono affatto in simpatia. Lois porta Meg in vacanza ma finisce per divertirsi più di lei.
- Guest star: Michael Chiklis, Ralph Garman, Brian Doyle-Murray e Lisa Wilhoit.

## Emissione impossibile
- Sceneggiatura: Dave Collard e Ken Goin
- Regia: Peter Shin
- Messa in onda originale: 8 novembre 2001
- Messa in onda italiana: 28 Giugno 2006

Lois e Peter decidono di avere un altro figlio e Stewie combatte affinché non ci riescano.
- Guest star: Majel Barrett, Carol Kane, Wallace Shawn.

## Laggiù nel profondo Sud
- Sceneggiatura: Steve Callaghan
- Regia: Dan Povenmire
- Messa in onda originale: 15 novembre 2001
- Messa in onda italiana:29 Giugno 2006

Quando un rapinatore cerca di uccidere Chris in quanto testimone di una rapina, la famiglia Griffin viene sottoposta ad un "programma di protezione testimoni" e viene fatta trasferire nel profondo sud.
- Guest star: Waylon Jennings, Dakota Fanning.

## Non svegliare il can che dorme
- Sceneggiatura: Dave Collard e Ken Goin
- Regia: Pete Michels
- Messa in onda originale: 29 novembre 2001
- Messa in onda italiana: 1º novembre 2005

I Griffin fanno visita ai Pewterschmidt dove Peter diventa amico del padre di Lois e Brian riscopre la sua sessualità con la cagnetta da corsa dei Pewterschmidt, che poi si scopre essere una sgualdrina facendo dei cuccioli con un amico di Pewterschmidt...
- Guest star: Bob Barker, Bill Gates.

## Gli antenati
- Sceneggiatura: Mike Barker Matt Weitzmann
- Regia: Scott Wood
- Messa in onda originale: 6 dicembre 2001
- Messa in onda italiana: 2 novembre 2005

Peter scopre di avere un antenato di colore che era schiavo della famiglia Pewterschmidt (la famiglia di Lois). Stewie impara il controllo della mente dalle cheerleader della scuola di Meg.
- Guest star: Mike Barker e Matt Weitzmann.

## Olimpiadi e dintorni
- Sceneggiatura: Alex Barnow e Marc Firek
- Regia: Andi Klein
- Messa in onda originale: 20 dicembre 2001
- Messa in onda italiana: 4 novembre 2005

Peter allena Joe Swanson per competere alle paraolimpiadi ma viene tagliato fuori quando Joe diventa famoso. Chris, Meg e Stewie trovano 26 $ e cominciano a combatterseli in attesa che il legittimo proprietario venga a riprenderseli.
- Guest star: Tony Danza, Valerie Bertinelli e Alex Rocco.

## Buon Natale, Griffin!
- Sceneggiatura: Danny Smith
- Regia: Brian Hogan
- Messa in onda originale: 21 dicembre 2001
- Messa in onda italiana: 8 novembre 2005

A Natale Lois vede sfumare la possibilità che la festa della famiglia sia perfetta e Stewie ottiene il ruolo di Gesù bambino nel presepe della città.
- Guest star: KISS.

## Un nido d'amore
- Sceneggiatura: Allison Adler
- Regia: Dan Povenmire
- Messa in onda originale: 17 gennaio 2002
- Messa in onda italiana: 10 novembre 2005

Dopo essere stato arrestato per aver guidato in stato di ubriachezza, Brian deve occuparsi di un'anziana acida che non esce di casa da 30 anni: scopre che si tratta di un'ex attrice di teatro apprezzata però solo per i suoi jingle pubblicitari; il cane riesce a farla uscire di casa ma sfortunatamente la donna muore investita da un camion. Nel frattempo Peter si fa crescere la barba nella quale è obbligato a fa vivere degli uccellini appartenenti ad una specie protetta.
- Guest star: Allison Adler.

## La follia del teatro
- Sceneggiatura: Mike Barker e Matt Weitzmann
- Regia: Bert Ring
- Messa in onda originale: 24 gennaio 2002
- Messa in onda italiana: 14 novembre 2005

Stewie diventa un attore di musical in coppia con una sua coetanea ma alla fine non riuscirà a "sfondare". Meg comincia a frequentarsi con un ragazzo nudista.
- Guest star: Fred Willard.

## Superincollati
- Sceneggiatura: Mark Hentemann
- Regia: Michael Dante DiMartino
- Messa in onda originale: 31 gennaio 2002
- Messa in onda italiana: 16 novembre 2005

Stewie e Brian rimangono incollati uno all'altro a causa di una colla molto potente. Peter diventa geloso del miglior amico del liceo di Lois. Questa vuole allora il parere di un consulente matrimoniale, che suggerisce ai due di lasciarsi e di vedere altre persone almeno per un po', come separazione di prova. Lois accetta l'invito a cena di Quagmire, e rimanendo affascinata dalla sua classe e dal suo modo di fare passa una piacevole serata. Così, proprio mentre comincia a sentirsi attratta dall'uomo e il parere del consulente pare rivelarsi esatto, vede Peter nello stesso ristorante insieme a un'altra donna. Questo scatena la gelosia di Lois che decide di tornare dal marito 
- Guest star: Jennifer Love Hewitt.

## Viaggio in Europa
- Sceneggiatura: Daniel Palladino
- Regia: Dan Povenmire
- Messa in onda originale: 7 febbraio 2002
- Messa in onda italiana: 18 novembre 2005

Stewie diventa ossessionato da uno show televisivo per bambini e scappa in Europa, dove tra l'altro rapirà il Papa, rimanendo però alla fine deluso dall'artificiosità del programma TV. Peter e Lois vanno ad un concerto dei Kiss, di cui sono fan sfegatati. Durante il concerto però Lois dimostra di non sapere niente della band e di aver mentito al marito per condividere con lui quella passione: riuscirà a riscattarsi quando si viene a scoprire che è stata la fidanzata di uno della band.
- Guest star: Gene Simmons, Paul Stanley, Ace Frehley, Peter Criss, Andy Dick.

## Il disossato / Supergriffin / I piccoli Griffin
- Sceneggiatura: Gene Laufenberg, Seth MacFarlane, Michael Shipley e Jim Bernstein
- Regia: Pete Michels, Scott Wood e Michael Dante DiMartino
- Messa in onda originale: 14 febbraio 2002
- Messa in onda italiana: 22 novembre 2005

Brian e Stewie conducono una puntata speciale dei Griffin costituita da tre mini-episodi: nel primo Peter diventa un disossato; nel secondo ogni membro della famiglia Griffin acquisisce dei super poteri; il terzo è una parodia delle Simpatiche canaglie, che si svolge coi personaggi de I Griffin sono ancora alle elementari.
- Guest star: Bill Goldberg, Kelly Ripa, Regis Philbin, Michael Winslow.

## Come non pagare le tasse
- Sceneggiatura: Ricky Blitt
- Regia: Dan Povenmire
- Messa in onda originale: 9 novembre 2003
- Messa in onda italiana: 17 ottobre 2006

Peter desidera un ebreo che sistemi la sua situazione finanziaria, poi pensa di far convertire Chris all'ebraismo perché abbia successo nella vita.
- Guest star: Peter Riegert, Mark Hamill, Ed McMahon, Ben Stein.